# Jehuda Lejb Mieses
Jehuda Lejb Mieses (ur. 1789 we Lwowie, zm. 1831 tamże) – maskil galicyjski, filantrop, zagorzały przeciwnik chasydyzmu.

## Życie i działalność
Mieses urodził się we Lwowie, w zamożnej rodzinie; otrzymał szerokie wykształcenie, zarówno żydowskie, jak i świeckie. Wspomagał finansowo studentów jesziw, którzy pragnęli studiować na uniwersytetach. Utrzymywał również relacje z innymi galicyjskimi maskilim, szczególnie z satyrykiem Icchakiem Erterem. Przez większość życia mieszkał w mieście rodzinnym, a w latach 1829–1830 przebywał w Niemczech. Zmarł podczas epidemii cholery w roku 1831.
Jego najważniejszym dziełem jest Sefer Kin'at ha-Emet wydane w roku 1828, stanowiące hipotetyczny dialog pomiędzy Mojżeszem Majmonidesem a Salomonem z Chełma, w którym potępił powszechne wierzenia kabalistyczne oraz ich propagatorów, uważał ich bowiem za zwodzicieli naiwnych mas. Dodatek Likute Perachim zawiera opinie rabiniczne z różnych okresów, potępiające wiarę w anioły, amulety, oraz wędrówkę dusz.
Opublikował także, dodawszy własne uzupełnienia, tekst pruskiego maskila Davida Karo (1782–1839), zatytułowany Tekhunat ha-Rabanim. Pierwotnym wkładem Miesesa w tę książkę był plan nowoczesnej edukacji żydowskiej, który obejmowałby systematyczne studiowanie żydowskiej literatury religijnej wraz z europejskim nauczaniem humanistycznym i nauką umiejętności praktycznych.